# Liste der Monuments historiques in Saint-Rémy-en-Rollat
Die Liste der Monuments historiques in Saint-Rémy-en-Rollat führt die Monuments historiques in der französischen Gemeinde Saint-Rémy-en-Rollat auf.

## Liste der Bauwerke
| Bezeichnung        | Beschreibung                       | Standort | Kennzeichnung | Schutzstatus | Datum | Bild           |
| ------------------ | ---------------------------------- | -------- | ------------- | ------------ | ----- | -------------- |
| Château du Chambon | Schloss, erbaut im 14. Jahrhundert | (Lage)   | PA00093290    | Inscrit      | 1977  | weitere Bilder |